# Christensenkollen
Christensenkollen är en bergstopp i Antarktis. Den ligger i Östantarktis. Norge gör anspråk på området. Toppen på Christensenkollen är 1 890 meter över havet, eller 110 meter över den omgivande terrängen. Bredden vid basen är 0,68 km.
Terrängen runt Christensenkollen är varierad, och sluttar norrut. Trakten är glest befolkad. Närmaste befolkade plats är Svea, 10,6 kilometer väster om Christensenkollen. 